# Trina Robbins
Vous lisez un « bon article » labellisé en 2021.
Pour les articles homonymes, voir Robbins.
Trina Robbins, née Trina Perlson le 17 août 1938 à Brooklyn (État de New York) et morte le 10 avril 2024 à San Francisco (Californie), est une autrice de bande dessinée, historienne de la bande dessinée et militante féministe américaine.
Active dans la bande dessinée depuis la fin des années 1960, Robbins est d'abord connue comme autrice prolifique de comix féministe et cocréatrice de Wimmen's Comix. Dans les années 1980, elle se tourne vers la science-fiction, toujours dans une optique féministe, puis lance deux séries destinées aux jeunes filles (Misty, California Girls).
Après un hiatus consacré à des travaux alimentaires dans les années 1990 (Barbie, La Petite Sirène), Robbins scénarise dans les années 2000 et 2010 deux séries jeunesse (Go Girl! et Chicagoland), plusieurs autres histoires de Wonder Woman, une biographie de Lily Renée, une série policière (Honey West) et de nombreuses adaptations littéraires et biographies destinées au public scolaire.
Parallèlement à cette œuvre visant notamment à améliorer la représentation des femmes, Robbins joue depuis le début des années 1970 un rôle important dans l'amélioration de la place des femmes dans la création de bande dessinée, comme éditrice de revue, organisatrice de manifestations, puis cofondatrice en 1994 d'une association d'autrices de bande dessinée, Friends of Lulu, disparue en 2011. Elle est également depuis Comics and the Women (1985) une historienne reconnue des femmes dans la bande dessinée américaine et a publié une dizaine d'ouvrages à ce sujet.
Si elle reste relativement méconnue et peu traduite dans le monde francophone, elle est célèbre aux États-Unis, où elle devient notamment en 2013 la quatrième femme inscrite au temple de la renommée Will Eisner. Elle a également reçu trois prix Eisner récompensant ses ouvrages patrimoniaux.

## Biographie

### Débuts

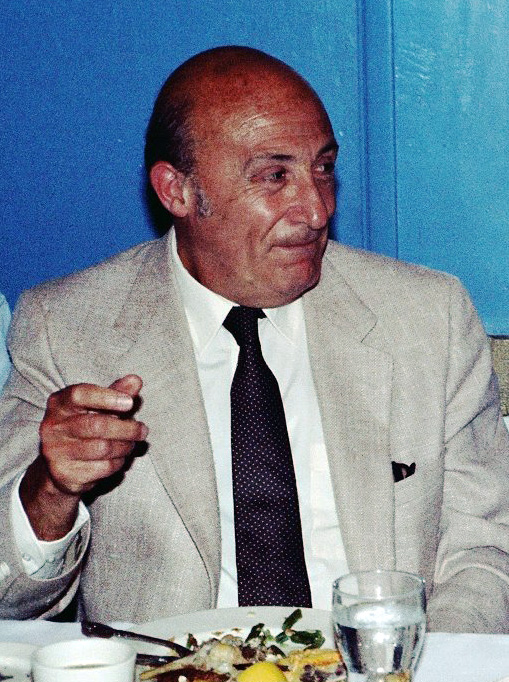
Will Eisner, un des artistes qui ont marqué Trina Robbins

Née en 1938 à Brooklyn, un quartier de New York, Trinna Perlson est la deuxième fille d'un couple migrants juifs libéraux originaires d'Europe de l'Est qui s'installe peu après à Ozone Park, un quartier catholique conservateur du Queens. Lectrice invétérée de tous types d'ouvrages dans son enfance, elle apprécie particulièrement les bandes dessinées de Fiction House et les dessins de Wallace Wood, Matt Baker et Will Eisner. À 13 ans, elle arrête de lire des bandes dessinées et se passionne pour la science-fiction écrite, notamment celle de Ray Bradbury et de Theodore Sturgeon. Elle écrit et dessine régulièrement pour les publications de son collège et de son lycée.
Après le lycée, Perlson fréquente l'East Village tout en étudiant à Queens College puis l'école d'art Cooper Union, deux établissements d'élite dont elle est exclue pour non-assiduité. Active dans le fandom de la science-fiction, elle réalise des dessins pour divers fanzines, dont Habakkuk . En 1960, elle part s'installer à San Francisco avec son petit ami, puis peu après le quitte et s'installe à Los Angeles, travaillant comme modèle pour des magazines érotiques, ce qui l'amène à rencontrer son premier mari, Paul Robbins, avec lequel elle s'installe à West Hollywood en 1963, rejoignant le milieu hippie,. La lecture de Hulk et Dr. Strange dessinés par Steve Ditko, puis d'un numéro de la revue contre-culturelle new-yorkaise, East Village Other, la pousse au milieu de la décennie à se remettre à la bande dessinée.
À l'été 1966, lassée de sa vie californienne, Robbins s'installe dans le Lower East Side de New York, où elle ouvre une boutique de vêtements hippie vintage nommée Broccoli, et divorce dans la foulée,. Elle fait passer des publicités dessinées dans l'East Village Other, dont elle devient au fil des mois une contributrice régulière. En février 1968, elle passe un mois à Los Angeles avec son compagnon d'alors, le journaliste Paul S. Williams, et rencontre la chanteuse Joni Mitchell, qui en fait l'un des personnages de sa chanson Ladies of the Canyon.

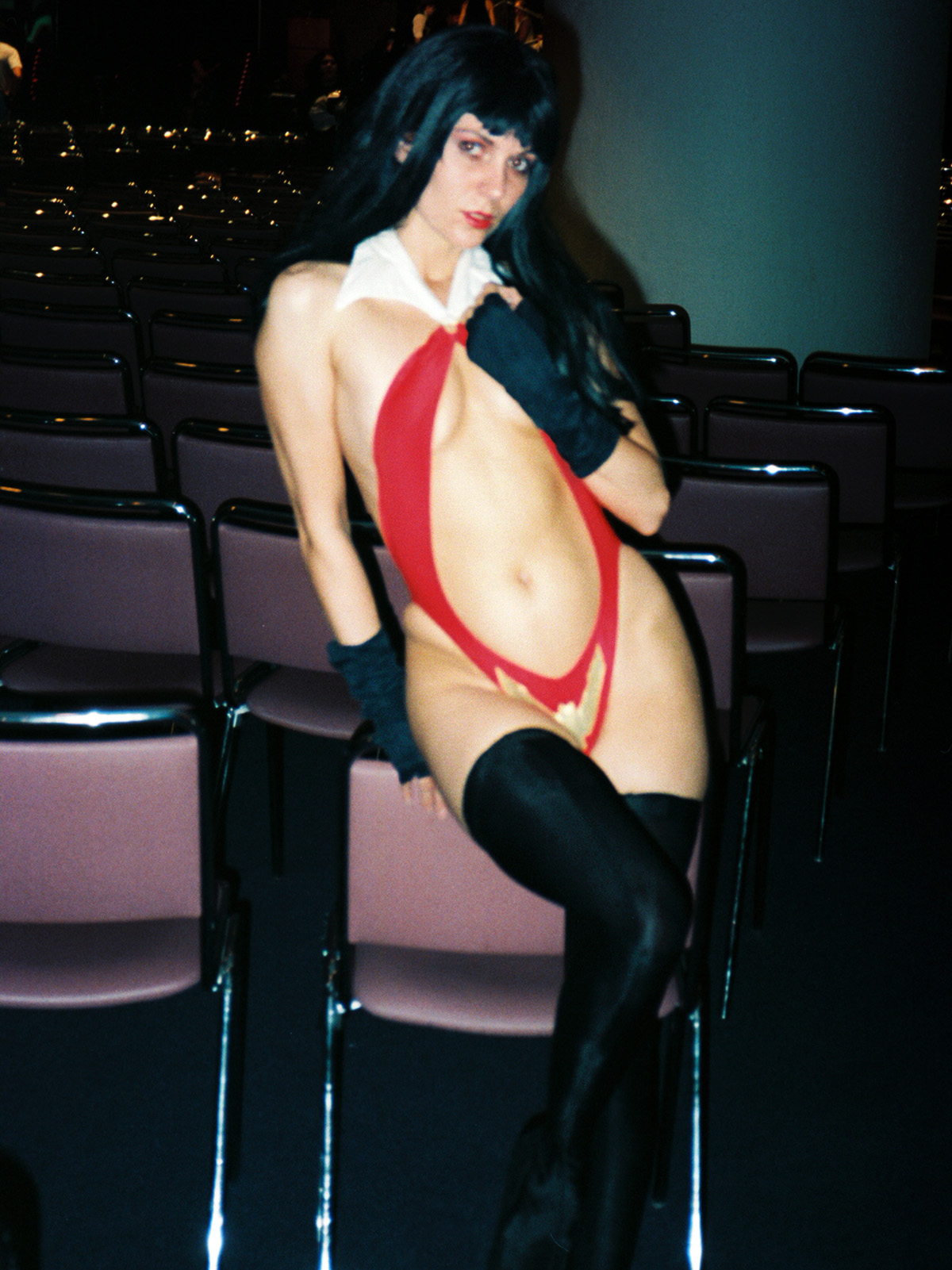
Trina Robbins a participé à la création du costume de Vampirella

En 1969, alors qu'une scène locale commence à émerger, Robbins participe au mensuel de bande dessinée Gothic Blimp Works lancé par l'équipe de l'East Village Other et dirigé par Vaughn Bodé puis Kim Deitch, avec qui elle est alors en couple ; l'autrice collabore également au comic book underground basé à Berkeley Yellow Dog , sa première publication dans une revue de la côte Ouest. Cette année-là, Robbins aide Frank Frazetta à concevoir le costume de Vampirella, dont James Warren s'apprêtait à lancer les premiers numéros. C'est également en 1969 qu'elle lit dans la revue alternative Berkeley Barb un article sur le féminisme qui l'incite à s'y intéresser en profondeur pour la première fois, ce qui change radicalement sa vie.

### Une figure majeure ducomixféminin (1970-1978)

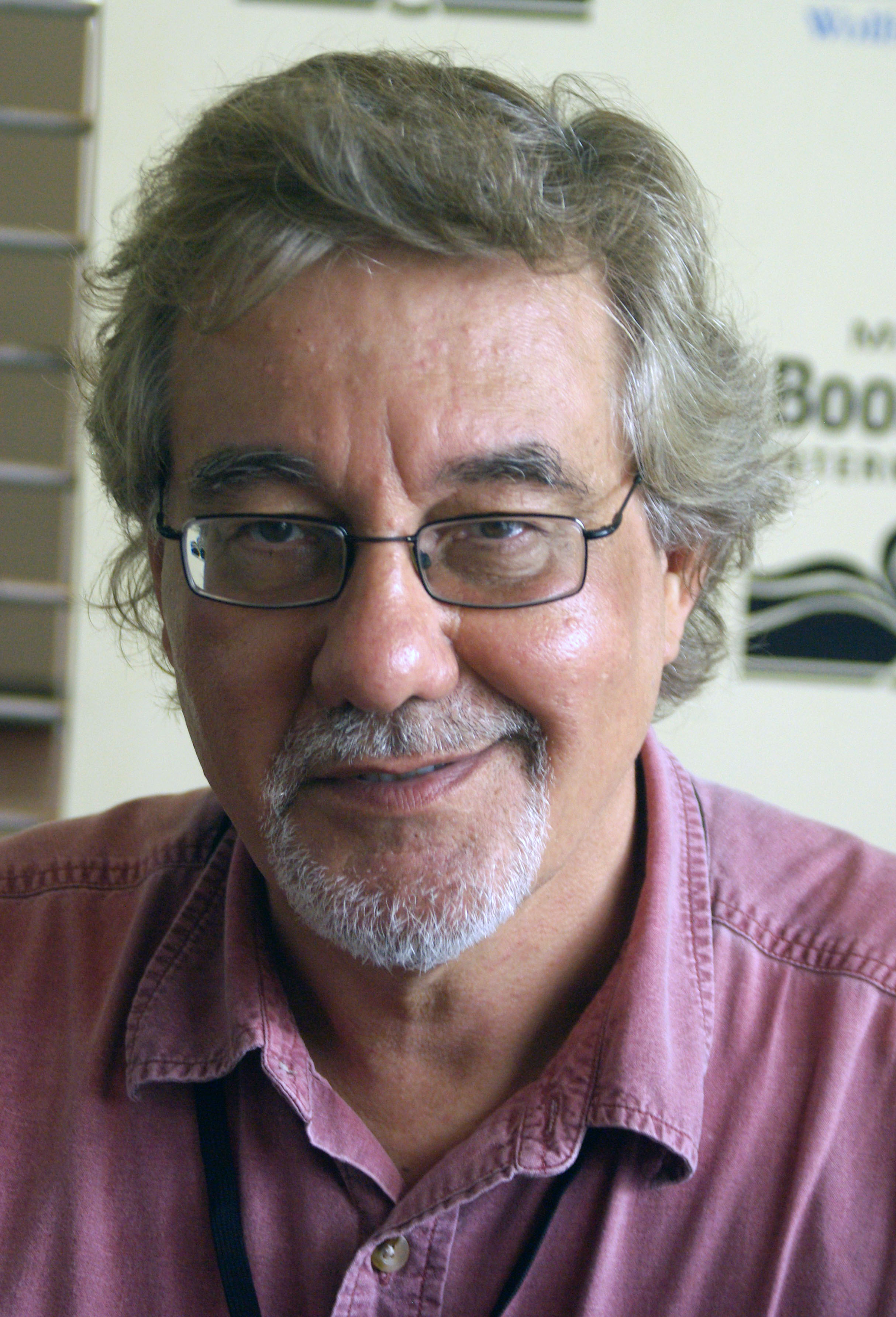
Denis Kitchen, éditeur du premier comics de Trina Robbins

En décembre 1969, Deitch et elle décident de raccompagner Gilbert Shelton, qui leur avait rendu visite, à San Francisco puis de s'y installer, comme un grand nombre de dessinateurs à cette époque. Installés à Ingleside, puis Noe Valley, ils se séparent peu après malgré la naissance de leur fille Casey. Robbins travaille comme dessinatrice pour le journal féministe underground It Ain't Me, Babe. Pour lutter contre la réticence des auteurs underground masculins à travailler avec des femmes, Robbins produit dans la foulée avec Willy Mendes le premier comix uniquement dessiné par des femmes, It Ain't Me, Babe, dont l'unique numéro est publié par Last Gasp en juillet 1970. L'année suivant, elle auto-édite avec Mendes un autre comic book féminin, All Girl Thrills puis publie en 1972 son premier comic book personnel Girl Fight Comics, suivi d'un second numéro en 1974. Ces histoires trouvent leur lectorat.
Fin 1972, associée à diverses autres artistes, Robbins lance Wimmen's Comix, principal périodique américain de bande dessinée à parution régulière dont la rédaction est assurée uniquement par des autrices. Dans le premier numéro, elle publie « Sandy's Comes Out », la première bande dessinée américaine mettant en scène des lesbiennes assumées. Au fil des numéros, Robbins s'aliène deux autrices qu'elle accuse d'être trop complaisantes envers la misogynie du milieu underground masculin, Diane Noomin et Aline Kominsky, compagne de Robert Crumb que Robbins accusait continuellement de misogynie.
En avril 1975, Berkeley Barb publie un article où Robbins critique en règle Noomin et Kominsky, accusant par ailleurs leurs œuvres d'être de mauvaise qualité ; les deux femmes quittent Wimmen's Comix pour fonder une publication concurrente, Twisted Sisters. Robbins s'abstient de participer au septième numéro de Wimmen's Comix publié en 1976 et le magazine cesse de paraître pendant quelques années.
De 1974 à 1976, l'artiste collabore aux cinq numéros de Comix Book, édités par Denis Kitchen, l'une des rares figures masculines de l'underground dont elle soit proche. En 1976, Kitchen Sink publie le comic book de 36 pages Trina's Women, premier recueil d'histoires de l'autrice. La même année, elle publie Wet Satin, collectif érotique féminin dont un deuxième numéro est publié en 1978 par Last Gasp à la suite des difficultés qu'elle rencontre avec son imprimeur. Robbins participe par ailleurs à de nombreux autres titres (Bizarre Sex, Corporate Crime, Dope Comix, Manhunt Comix, Snarf, Tuff Shit, Yellow Dog, etc.) où elle crée diverses séries éphémères.
En 1977, Last Gasp publie un recueil de Scarlett Pilgrim achevant le récit, ce qui conduit au terme de la diffusion des strips. Invitée d'honneur du Comic-Con de San Diego cette année-là, elle y reçoit un prix Inkpot pour sa contribution à la bande dessinée américaine contemporaine.

### Diversification et passage chez les éditeursmainstream(1978-1990)
En 1978, Trina Robbins dirige Mama! Dramas, un comic book pédagogique consacré aux mères célibataires et à l'éducation des enfants ; traduit en allemand et japonais, c'est alors l'un de ses rares recueils à être diffusé dans les librairies féministes traditionnelles. Plusieurs de ses histoires sont également traduites de 1977 à 1979 dans le périodique français Ah ! Nana. En 1979, Robbins édite une compilation de Wimmen's Comix.
Sa notoriété croissante lui vaut d'être publiée en couleur dans des titres plus grand public comme le mensuel satirique Harvard Lampoon, la revue pro-cannabis High Times, le magazine érotique Playboy ou le périodique de bande dessinée de science-fiction Heavy Metal. En 1979, elle lance également un comic strip d'aventures hebdomadaire diffusé par Rip Off Syndicate, Shady Lady.

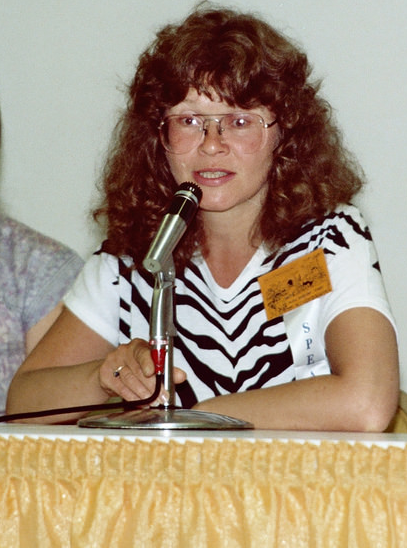
Trina Robbins participant en 1982 à une table ronde sur les femmes dans la bande dessinée américaine.

De 1981 à 1984, Trina Robbins participe à onze numéros d’Eclipse Magazine puis Eclipse Monthly, revues de science-fiction publiée par Eclipse Comics où elle adapte Dope de Sax Rohmer, originellement publié en 1911. En 1983, elle dessine également une longue histoire écrite par Elizabeth A. Lynn dans le seizième numéro d'Epic Illustrated, une revue de Marvel Comics, et retrouve Wimmen's Comix le temps de trois numéros annuels. En 1985, Harmony Books publie directement en album son adaptation de The Silver Metal Lover, roman de la Britannique Tanith Lee sorti quatre ans plus tôt.

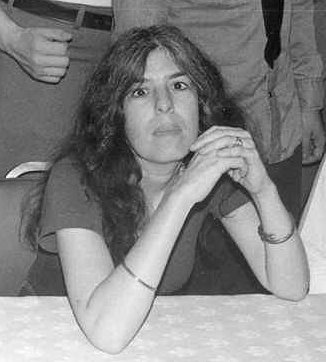
Catherine Yronwode, coautrice de Women and the Comics

La même année, Eclipse Comics publie Women and the Comics, que Trina Robbins écrivait avec Catherine Yronwode depuis plusieurs années, premier ouvrage consacré à l'histoire des femmes dans la bande dessinée américaine, afin de combler les carences historiographiques laissées par les premiers historiens du milieu, tous masculins. Si l'ouvrage est bien accueilli, la grande majorité du tirage disparaît dans un dégât des eaux et il n'est pas réédité. L'intérêt de Trina Robbins pour l'histoire du dessin transparaît également dans trois recueils de poupées en papier qu'elle publie entre 1983 et 1988, dont l'un est consacré au comic strip classique.
Toujours en 1985, Marvel Comics entame sous son label Star Comics la publication de Misty, comic book sentimental empli de bonnes intentions et d'humour simple où Robbins, pendant six numéros, rend hommage aux romance comics de l'après-guerre. L'année suivante, DC Comics publie la mini-série en quatre épisodes Legend of Wonder Woman, que l'artiste coécrit avec Kurt Busiek et dessine seule dans un style inspiré par les premiers numéros de la série. C'est la première fois qu'une femme est nommée en tant qu'autrice d'aventures du plus célèbre personnage féminin de bande dessinée américaine, près de 45 ans après sa création,.
Après cette collaboration avec les deux plus gros éditeurs américains de comics, Trina Robbins retrouve en 1987-1988 Wimmen's Comics pour trois numéros publiés par la maison d'édition Renegade Press, qui se vendent mal. Elle crée également pour Eclipse Comics la mini-série sentimentale pour jeunes filles California Girls, cette fois consacrée aux aventures de jeunes et jolies jumelles californiennes, qui prend fin après huit numéros à l'été 1988,. En 1989, elle participe à une nouvelle relance éphémère de Wimmen's Comix, cette fois chez Rip Off Press, qui se vend encore plus mal que la précédente, ce qui n'empêche pas l'éditeur de collecter en 1990 plusieurs de ses histoires de science-fiction du début de la décennie sous le titre Near Myths.
En 1988, elle coédite avec Bill Sienkiewicz et Robert Triptow Strip AIDS, un recueil de bande dessinée dont les bénéfices sont reversés à la lutte contre le SIDA et qui leur vaut un prix spécial lors du Comic-Con suivant. Durant cette période, Trina Robbins dirige également le collectif pro-avortement Choices (1990), qu'elle auto-édite grâce à un prêt de Paul Krassner car aucun éditeur ne veut s'y risquer, et elle participe à des collectifs défendant le bien-être animal ou critiquant la guerre du Golfe (1991).

### Déclin de sa carrière d'auteur et essor de sa carrière d'historienne (1990-1998)
Dans les années 1990, la carrière d'autrice de Robbins décline : après avoir encré pour son compagnon Steve Leialoha le temps d'un épisode de She-Hulk en 1990, elle ne trouve plus de travail dans la presse mainstream, tandis qu'après l'arrêt définitif de Wimmin's Comix elle n'est pas invitée à participer dans les revues féministes à cause de ses inimitiés des années 1970. Ne désirant pas non plus se lancer dans des récits autobiographiques, elle doit se contenter de travaux alimentaires, ce qui provoque un début de dépression.

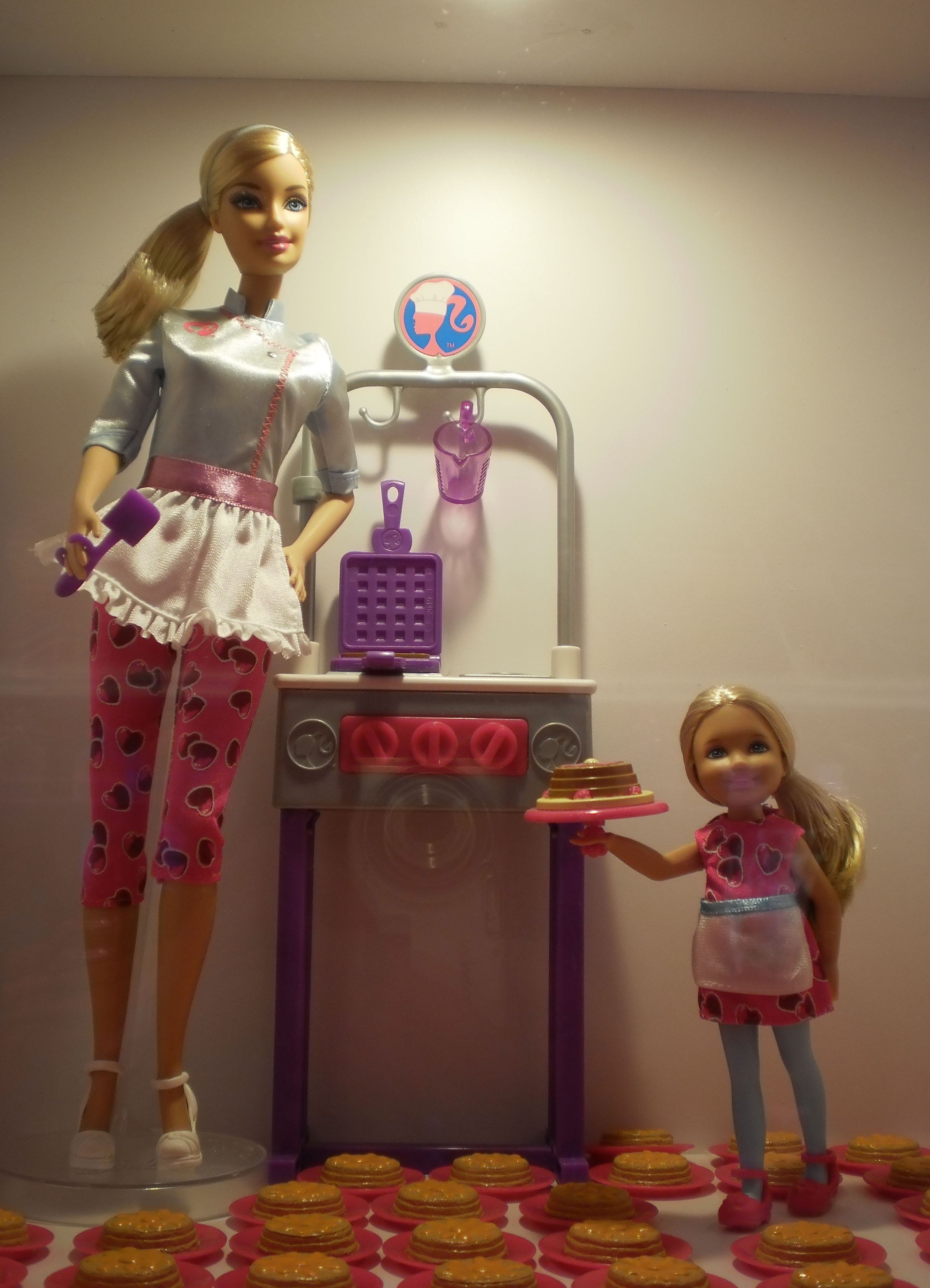
Trina Robbins a écrit des comics dont la poupée Barbie est l'héroïne

De 1991 à 1994, elle écrit ou encre une douzaine de numéros de Barbie et Barbie Fashion, adaptations en bande dessinée de la célèbre poupée publiées par Marvel, auxquelles Robbins et ses collègues donnent un angle féministe. Elle enchaîne de 1994 à 1996, toujours pour Marvel, en scénarisant une adaptation de La Petite Sirène publiée parallèlement à la série d'animation Disney dérivée du film de 1989. Enfin, en 1997, elle écrit plusieurs histoires pour la série d'albums Disney's enchanting stories. En 1998, elle scénarise une adaptation de la série télévisée Xena, la guerrière pour Topps Comics. La même année, elle revient à son premier travail ambitieux depuis California Girls en écrivant sa deuxième histoire de Wonder Woman : The Once and Future Story, dessinée par Colleen Doran et encrée par Butch Guice, que Robbins a d'abord conçue pour l'univers Elseworlds avant de l'adapter en one shot. Durant cette période, elle s'essaye également au livre jeunesse et réalise un CD-Rom, Hawaii High, sur deux lycéennes vivant à Hawaii.
Si sa carrière d'autrice décline, Robbins acquiert durant cette décennie une notoriété plus large grâce à ses travaux consacrés à la bande dessinée. À la suite du succès de Women and Comics, elle décide de retravailler seule le sujet pour le développer tout en accordant plus de places à ses créatrices préférées : A Century of Women Cartoonists, publié en 1993 par Kitchen Sink Press, est très bien accueilli. Robbins poursuit dans les années suivantes ses travaux sur les femmes et la bande dessinée avec un ouvrage consacré aux super-héroïnes (The Great Women Superheroes, 1996), une histoire de la bande dessinée féminine américaine depuis 1945 (From Girls to Ggrrrlz, 1999), une biographie de la dessinatrice Nell Brinkley (2001) et un dictionnaire d'autrices de bande dessinée (The Great Women Cartoonists, 2001). Elle continue à explorer la culture graphique populaire de l'entre-deux-guerres en signant deux ouvrages consacrés aux publicités de voyage et aux boîtes d'allumettes publicitaires de cette période, et un autre sur la mode des années 1960-1970.
Parallèlement à ces travaux historiques, elle cofonde en 1994 Friends of Lulu, une association visant à développer la place des femmes dans la bande dessinée et la lecture de bande dessinée par les femmes via diverses actions, dont la diffusion de guides pédagogiques et la remise des prix Lulu. Robbins elle-même reçoit trois prix Lulu pour ses ouvrages critiques en 1997 et 2000 et pour sa série Go Girl ! en 2001, année où elle est inscrite au temple de la renommée de l'association.

### Retour à des projets plus personnels (1999-2016)
Au tournant du troisième millénaire, Robbins diversifie ses activités de mise en avant des grandes figures féminines du passé. De 1999 à 2012, elle adapte en bande dessinée pour la maison d'édition scolaire Scholastic des œuvres littéraires et moments-clés de l'histoire, seule jusqu'en 2003, avec divers dessinateurs et dessinatrices ensuite. De 2003 à 2008, elle écrit d'autres histoires inspirées de la réalité pour divers éditeurs, dont une série de quatre biographies féminines pour Capstone Publishers en 2007. De 2002 à 2004, elle publie également trois recueils biographiques illustrés humoristiques consacrés aux déesses, aux femmes meurtrières et aux Irlandaises, puis en 2009 une étude sur les night-clubs chinois à San Francisco des années 1930 aux années 1960. Enfin, elle réalise l'adaptation anglaise de mangas tels que Hajikete Bī Bī, Comte Cain, Kanata Kara.

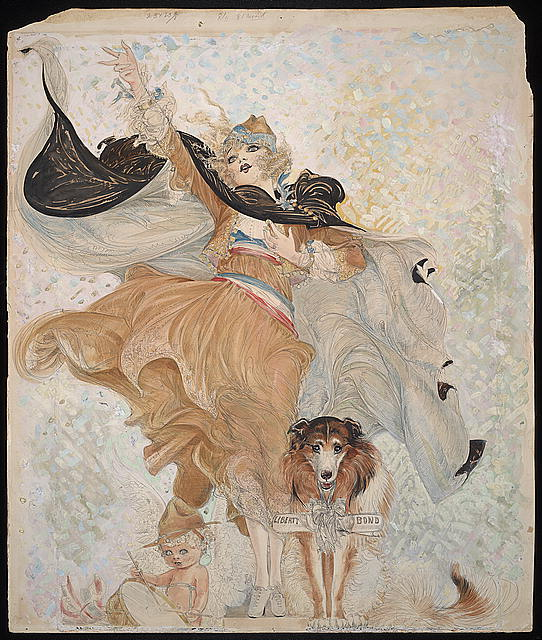
Exemple de dessin de Nell Brinkley : Golden Eyes avec son chien Uncle Sam (dessin de 1918)

Elle n'oublie pas pour autant l'étude de la bande dessinée, continuant à publier à ce sujet et à intervenir régulièrement dans les médias et les festivals. En 2009, elle édite pour Fantagraphics une sélection de cartoon de Nell Brinkley, dont elle avait publié une biographie huit ans plus tôt. Elle édite ensuite pour The Library of American Comics les pages du dimanche de Miss Fury, la première super-héroïne de la bande dessinée américaine, créée par Tarpé Mills en 1941 ; deux volumes sont publiés en 2011 et 2013.
Robbins retrouve également la possibilité de créer des projets de bande dessinée personnels. En 2000, elle lance chez Image Comics avec la dessinatrice Anne Timmons une série de super-héroïnes pour adolescents, Go Girl!, publiée sous forme de cinq comic books par Image Comics en 2000-2001, puis directement en album par Dark Horse Books en 2004 et 2006 pour les deux histoires suivantes.
Les projets suivants de Robbins en bande dessinée sont la série d'aventure policière jeunesse Chicagoland, dont elle écrit six épisodes dessinés par Tyler Page et publiés de 2010 à 2014 par Graphic Universe ; une biographie en bande dessinée de Lily Renée, dessinatrice de bande dessinée de l'âge d'or des comics rescapée de la Shoah, dessinée par Anne Timmons et publiée directement en 2011 par la maison d'édition généraliste Lerner Publishing Group ; et deux récits policiers d'Honey West dessinés par Cynthia Martin et Silvestre Szilagyi et publiés par Moonstone Books en 2010 et 2013.
En 2002, elle reçoit en Espagne un prix Haxtur spécial pour l'ensemble de sa carrière.
En 2013, Trina Robbins est élue au temple de la renommée Will Eisner pour l'ensemble de son œuvre. Lorsque ce résultat est annoncé au Comic-Con de San Diego, elle n'est que la quatrième femme après Marie Severin et Dale Messick en 2001 puis Ramona Fradon en 2006 à recevoir cet honneur. À la fin de l'année, Fantagraphics publie Pretty in Ink, une histoire des femmes dans la bande dessinée américaine de 1896 à 2013.
Robbins écrit ensuite deux nouvelles histoires de Wonder Woman : Island of Lost Souls pour Chris Gugliotti en 2015 (Sensation Comics Featuring Wonder Woman no 17) et « Reverend Mike Loves You » pour Cat Staggs en 2016 (Wonder Woman '77 no 3).

### Multiplication des rééditions (2016-2024)
À partir de 2016, l'œuvre de Robbins connaît un regain d'intérêt marqué. En septembre 2016, Fantagraphics Books publie une luxueuse intégrale de Wimmen's Comix augmentée de plusieurs autres titres, coéditée par Robbins avec Gary Groth et Michael Catron.
La même année, Robbins participe à deux souscriptions Kickstarter fructueuses : l'une menée avec Drew Ford pour rééditer Sax Rohmer's Dope chez It's Alive, un nouveau label d'IDW Publishing ; l'autre menée avec Hope Nicholson de Bedside Press pour financer A Minyen Yidn, adaptation par quinze auteurs de nouvelles publiées en 1938 par le père de Robbins, un Juif biélorusse ayant migré aux États-Unis dans l'entre-deux-guerres
En juin 2017, Robbins est distinguée par la société d'événementiel Wizard Entertainment, qui l'inscrit à son « Hall des légendes » nouvellement créé lors du festival de Sacramento, au nom de sa contribution à Wonder Woman, dans la foulée de la sortie d'un film au succès mondial mettant en scène ce personnage. Le mois suivant, Robbins reçoit avec Groth et Catron le prix Eisner du meilleur recueil ou projet patrimonial lors du Comic-Con de San Diego pour Wimmen's Comix ; elle rejoint alors Will Eisner et Gene Colan comme lauréate d'un premier prix Eisner (elle avait été nommée trois fois) après son inscription au temple de la renommée Will Eisner.
Dans les semaines qui suivent, Hermes Press sort Babes in Arms, recueil de bandes dessinées réalisées par des femmes durant la Seconde Guerre mondiale édité par Robbins ; IDW Publishing publie la réédition de Sax Rohmer's Dope financée l'année précédente ; puis Fantagraphics édite Last Girl Standing, autobiographie de Robbins où celle-ci revient surtout sur sa vie avant la bande dessinée, ce qui déçoit certains critiques.
Drew Ford lance ensuite un nouveau Kickstarter pour financer la réédition de Silver Metal Lover, qui atteint son objectif en janvier 2018 mais dont la version imprimée ne sort qu'en mai 2019 à la suite de problèmes divers. Quant à la troisième grande bande dessinée d'aventure réalisée par Robbins dans les années 1980, The Legend of Wonder Woman, elle est rééditée en avril 2018 par DC Comics sous le titre Wonder Woman : Forgotten Legends.
En août 2020, Fantagraphics publie The Flapper Queens: Women Cartoonists of the Jazz Age, anthologie de comic strips féminins des Années folles qui vaut à Robbins son second prix Eisner du meilleur projet patrimonial lors du Comic Con 2021. En octobre 2023, Fantagraphics publie Dauntless Dames: High-Heeled Heroes of the Comic Strips, nouveau recueil consacré aux comics strips d'aventure féminins des années 1930 à 1950, que Robbins co-édite avec Peter Maresca, et qui reçoit également le prix Eisner du meilleure projet patrimonial l'année suivante.
Toujours active dans les médias et festivals, Robbins déclare en 2018 espérer mourir « assise devant son ordinateur » comme la dessinatrice Hilda Terry, décédée à 92 ans en 2006.

### Mort
Trina Robbins vit à San Francisco avec Steve Leialoha jusqu'à sa mort le 10 avril 2024.

## Robbins autrice de bande dessinée

### Comix (1969-1977)
Dans ses premiers dessins et histoires publiés à la fin des années 1960, Robbins, qui cherche son style, est inspirée par Aubrey Beardsley et l'Art déco. Assez rapidement, elle se dirige vers un style plus léché rendant hommage à l'âge d'or des comics, ce qui la distingue de nombre de ses collègues de l'underground ; elle fait ainsi figurer en couverture d'It Ain't Me, Babe en 1970 plusieurs super-héroïnes. Ces inspirations se retrouvent dans les divers comic strips éphémères qu'elle crée dans les années 1970 : Baby Grand rend hommage à la bande dessinée pour enfants des années 1930 (notamment Little Orphan Annie de Harold Gray), San Francisco Gothic s'inspire du gothique américain et Shady Lady, sur une femme fatale qui vit diverses aventures (comme à la même époque Star Hawks de Ron Goulart et Gil Kane). Sa réticence face à l'autobiographie dessinée, genre très prégnant dans les années 1970 qu'elle trouve « ennuyeux » la distingue également des autrices aux côtés desquelles elle publie — ce qui ne l'empêche pas d'aborder des thèmes très personnels via la fiction.
Son style « propre » n'empêche cependant pas Robbins de traiter de divers sujets jusque-là inédits ou peu abordés dans la bande dessinée américaine. Elle-même hétérosexuelle, elle est en 1972 la première autrice à centrer un récit complet sur une relation lesbienne (hors pornographie), avec l'histoire en trois pages « Sandy fait son coming out »,. Robbins reste plus généralement l'une des seules autrices des années 1970 à régulièrement s'intéresser au lesbianisme, à la bisexualité ; elle est la première à aborder sous un angle féministe la prostitution avec Scarlett Pilgrim. Elle édite par ailleurs la première anthologie de bande dessinée érotique féminine, Wet Satin. Très prolifique durant cette période, Robbins ne parvient cependant pas à s'imposer avec un titre en particulier et, en 2019, ces œuvres n'ont pas fait l'objet de recueils spécifiques.

### Science-fiction (1980-1985)
Dans la première moitié des années 1980, Robbins dessine plusieurs bandes dessinées de science-fiction, genre qui la passionne depuis le début des années 1950. Ses deux œuvres les plus remarquées de l'époque sont deux adaptations littéraires.
Tout d'abord, elle adapte Dope, a Story of Chinatown (1981-1983), roman du Britannique Sax Rohmer paru en 1919 et inspiré indirectement de la vie scandaleuse de l'actrice Billie Carleton, morte d'une overdose de cocaïne à 22 ans l'année précédente. L'histoire est publiée par Eclipse Comics dans Eclipse Magazine no 2 à 8 puis dans les trois premiers Eclipse Monthly, et est menée à son terme malgré des plaintes récurrentes des lecteurs qui n'apprécient pas le dessin de Robbins. Sax Rohmer’s Dope est finalement proposé sous forme de recueil en septembre 2017 par IDW Publishing, avec une préface de Spike Trotman et une postface de Jon B. Cooke (en), après une campagne de crowdfunding. Gene Phillips du Comics Journal salue en 1984 une interprétation fidèle servie par un dessin gracieux mais regrette une trop grande densité de texte nuisant à la possibilité de vraiment s'intéresser à l'œuvre.
En 1985, Harmony Books publie directement en album The Silver Metal Lover (1985), adaptation d'un roman homonyme de la Britannique Tanith Lee publié quatre ans plus tôt. Cette histoire d'amours contrariés raconte la passion impossible de Jane, une adolescente humaine, pour le robot chanteur Silver. Plus que par sa dénonciation basique de l'intolérance, l'histoire est remarquée pour le dessin expressif de Robbins, ici rehaussé par des couleurs réalisées à l'aérographe avec Guy Colwell, et sa caractérisation convaincante[pas clair]. Si une publication en album sans passer par un comic book était à l'époque relativement rare, cela permet au livre d'être distribué en grande surface et en librairie et d'atteindre un lectorat plus étendu. Une réédition de l'album est financée en janvier 2018 sur Kickstarter par l'éditeur à l'origine de la réédition de Sax Rohmer's Dope ; le projet prend cependant du retard et l'album ne sort qu'en mai 2019.
Robbins réalise plusieurs autres courts récits de science-fiction dans la première moitié des années 1980, dont une partie sont repris dans Near Myths, un comic book édité par Rip Off Press en 1990. Outre « The Woman Who Loved the Moon », un récit de 15 pages écrit par l'écrivaine de science-fiction Elizabeth A. Lynn, connue pour mettre en scène des personnages homosexuels, et publié dans le magazine de Marvel Comics Epic Illustrated en 1983, ce recueil reprend « Song of the Sleepers » (Near Myths no 5, 1980), « Ankhesenamun » (Epic Illustrated no 8, 1981), « Sinsemella » (High Times Magazine no 78, 1982) et « Liadan and Curithir » (Wimmen's Comix no 9, 1984).

### Wonder Woman (1985-2016)

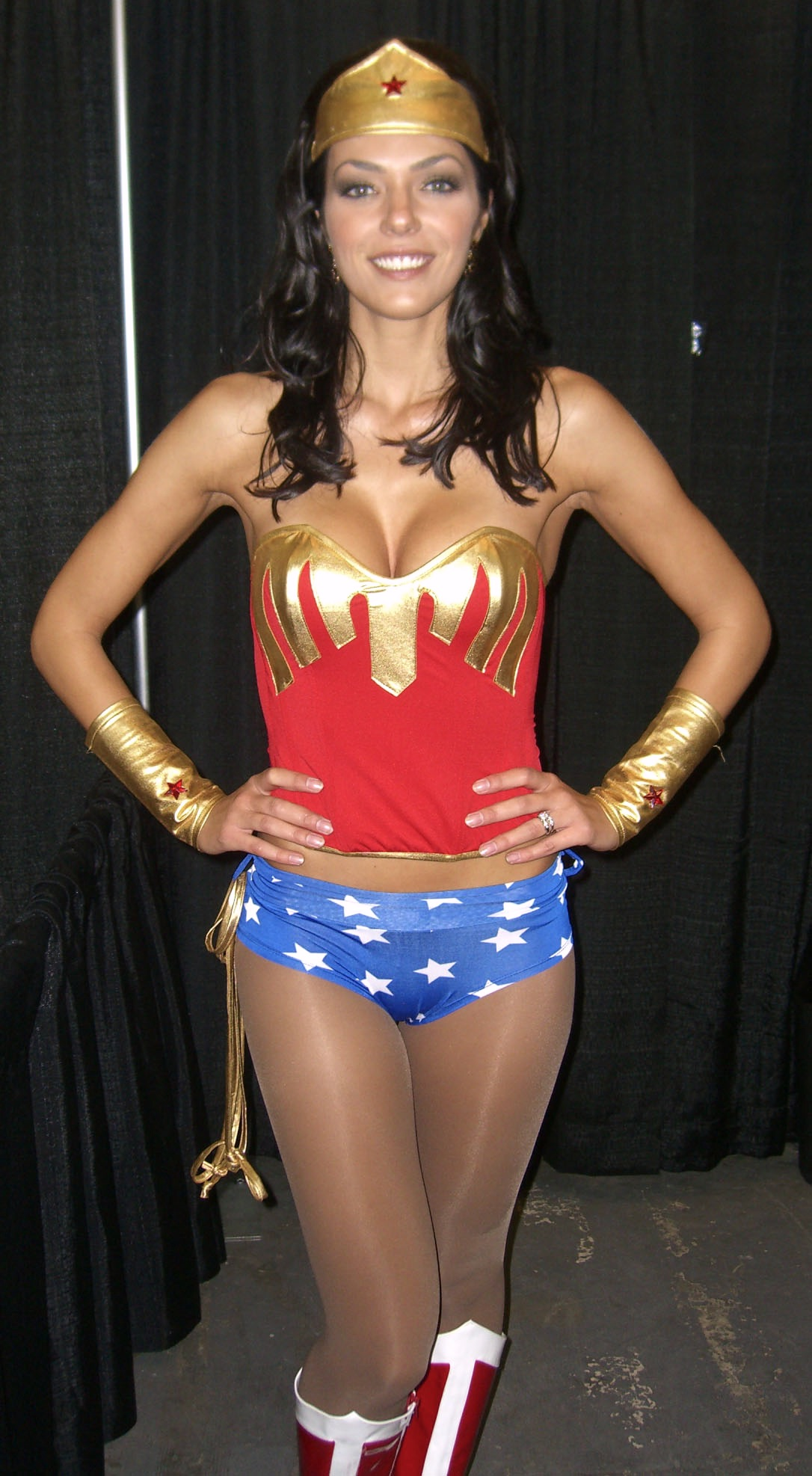
Cosplay de Wonder Woman

Trina Robbins, marquée dans son enfance par la lecture du Wonder Woman de William Moulton Marston, avait rendu hommage à la plus célèbre des super-héroïnes dès la couverture d'It Aint Me, Babe, le premier comix féministe. En 1985, elle obtient l'opportunité de devenir la première femme à dessiner le personnage pour DC et écrit avec Kurt Busiek Legend of Wonder Woman, histoire située dans les années 1950 afin que Robbins puisse s'inspirer du trait rond et simple de H. G. Peter, créateur graphique de la série.
Legend of Wonder Woman présente le combat de Wonder Woman et de ses acolytes Steve Trevor (malade durant la moitié de la série) et Suzie Candy (nièce d'Etta Candy, un personnage récurrent de la série) contre la galaxie Atomia, combat qui se résout sur Themyscira. Histoire plutôt sombre, elle incorpore peu de messages positifs, sinon une dénonciation convenue des méfaits de l'égoïsme. Elle est très bien reçue par la critique féministe. Bill Sherman du Comics Journal regrette cependant en 1986 des scènes de combats trop figées, tout en soulignant que le style hiératique de Robbins sied bien au final solennel,.
Robbins dessine ensuite « Play Like », récit court de cinq pages et demie écrit par Lee Marrs, à l'occasion du second numéro de Wonder Woman Annual, publié en septembre 1989. Il s'agit de la seule histoire non écrite par George Pérez au sein de ce recueil dont l'ensemble des récits est dessiné par des femmes.
En 1997, Robbins soumet à l'éditeur de DC Paul Kupperberg un projet d'aventure de Wonder Woman située dans la continuité Elseworlds. Kupperberg accepte le projet mais pas dans cette collection, Wonder Woman: Amazonia venant d'y être publié. Dessinée par Colleen Doran et encrée par Butch Guice, The Once and Future Story, publiée en 1998, aborde notamment la question des violences conjugales.
Robbins écrit pour Chris Gugliotti Island of Lost Souls, le dix-septième numéro de Sensation Comics Featuring Wonder Woman, publié en décembre 2015. Dans ce récit, Wonder Woman emmène son archennemi mourante Cheetah sur une île éloignée pour tenter de la faire sauver par le Dr Herbert ; sauvée, Cheetah attaque Wonder Woman, mais celle-ci parvient à la convaincre d'abandonner ses mauvaises inclinaisons.
Robbins écrit ensuite deux histoires situées dans les années 1970 pour la mini-série anthologique Wonder Woman '77 no 3 et 4 (2016). Dans la première, « Reverend Mike Loves You » (10 pages), dessinée par Cat Staggs, Diana Prince enquête sur une secte avec l'aide d'un membre du Parlement américain. Dans la seconde, « The Man Behind the Curtain » (23 pages), Diana doit sauver un chanteur (inspiré de David Bowie) capturé par un dictateur désireux d'accomplir le dernier souhait de sa fille mourante.

### MistyetCalifornia Girls(1985-1988)
Désireuse de relancer le genre du comic book pour filles, alors moribond, au-delà des publications mièvres d'Archie Comics, Robbins persuade l'éditeur de Marvel Jim Shooter de lui confier une mini-série en six épisodes qui raconterait les aventures d'un groupe de jeunes amies. Cet hommage aux romance comics des années 1940-1950 paraît à un rythme bimensuel sous le titre Misty dans label jeunesse de Marvel, Star Comics, en 1985-1986.
La série met en scène Misty Collins, grande lycéenne blonde de la côte Est par ailleurs actrice dans le soap opera fictionnel As The Cookie Crumbes, qui vit avec son père et sa tante Millie, elle-même ancienne actrice et mannequin. Avec ses amis Spike Mahoney et Shirelle Brown, elle cherche à s'attirer les faveurs de l'acteur star de sa série, Ricky Martin, et à déjouer les manigances de son ennemie jurée, la richissime Darlene Donderbeck.
Bande dessinée sentimentale typique, Misty recèle un esprit de tolérance et d'acceptation de soi incarnant un féminisme discret et une vision de l'adolescence « empathique » quoique assez éloignée de la réalité de ce que vivent la plupart des jeunes filles. La série pâtit cependant de quelques références surannées, et le dessin de Robbins connaît parfois des baisses de régime. « Bizarrerie dans le marché » de l'époque, Misty est assez mal distribué, les magasins spécialisés, alors très masculins, étant réticents à prendre la série, et l'expérience n'est pas poursuivie. La série n'est ensuite pas rééditée.
Après l'arrêt de Misty, Robbins crée chez Eclipse Comics une nouvelle série racontant les aventures d'un groupe de jeunes filles, California Girls (1987-1988), cette fois située à l'époque contemporaine en Californie et centrée sur deux jumelles identiques, Max et Mo. Ayant des difficultés à assurer un rythme mensuel, Robbins se fait assister à partir du quatrième numéro par plusieurs dessinateurs (Carol Lay, Joshua Quagmire, Barb Rausch, etc.), tout en continuant à encrer, tandis que le titre devient officiellement bimensuel après le sixième numéro (mais quatre mois s'écoulent entre les septième et huitième).
Robbins cherche à impliquer son lectorat le faisant voter sur les vêtements que les personnages portent et en présentant dans chaque numéro les dessins de costumes réalisés par une de ses lectrices. Elle dessine également un recueil de poupées en papier publié en 1988 après l'arrêt de la série. California Girls, aussi mal distribué que Misty, est un nouvel échec, a priori pour cause de ventes insuffisantes. La série n'a pas non plus été rééditée.

### Go Girl!(2000-2006) etChicagoland(2010-2014)
Robbins, dont les tentatives de séries jeunesse du milieu des années 1980 n'avaient pas été couronnées de succès, s'y réessaye au début du XXIe siècle.
Go Girl!, dessinée par Anne Timmons, met en scène une adolescente ayant hérité de sa mère certains super-pouvoirs. Timmons utilise pour cette série un style rétro inspiré par l'âge d'or des comics, dans la lignée de ce que Robbins faisait lorsqu'elle dessinait encore. Après un premier récit publié sous forme de cinq comic book par Image Comics en 2000-2001, les deux suivants sortent directement en album chez Dark Horse Books en 2004 et 2006.
Robbins crée ensuite Chicagoland, série dessinée par Tyler Page dans un style manga syncrétique, qui met en scène une jeune hispanique férue d'informatique et de culture japonaise qui, accompagné de son chien doué de parole, résout diverses enquêtes. Six albums en sont publiés par Graphic Universe de 2010 à 2014.

### Lily Renée, Escape Artist(2011)

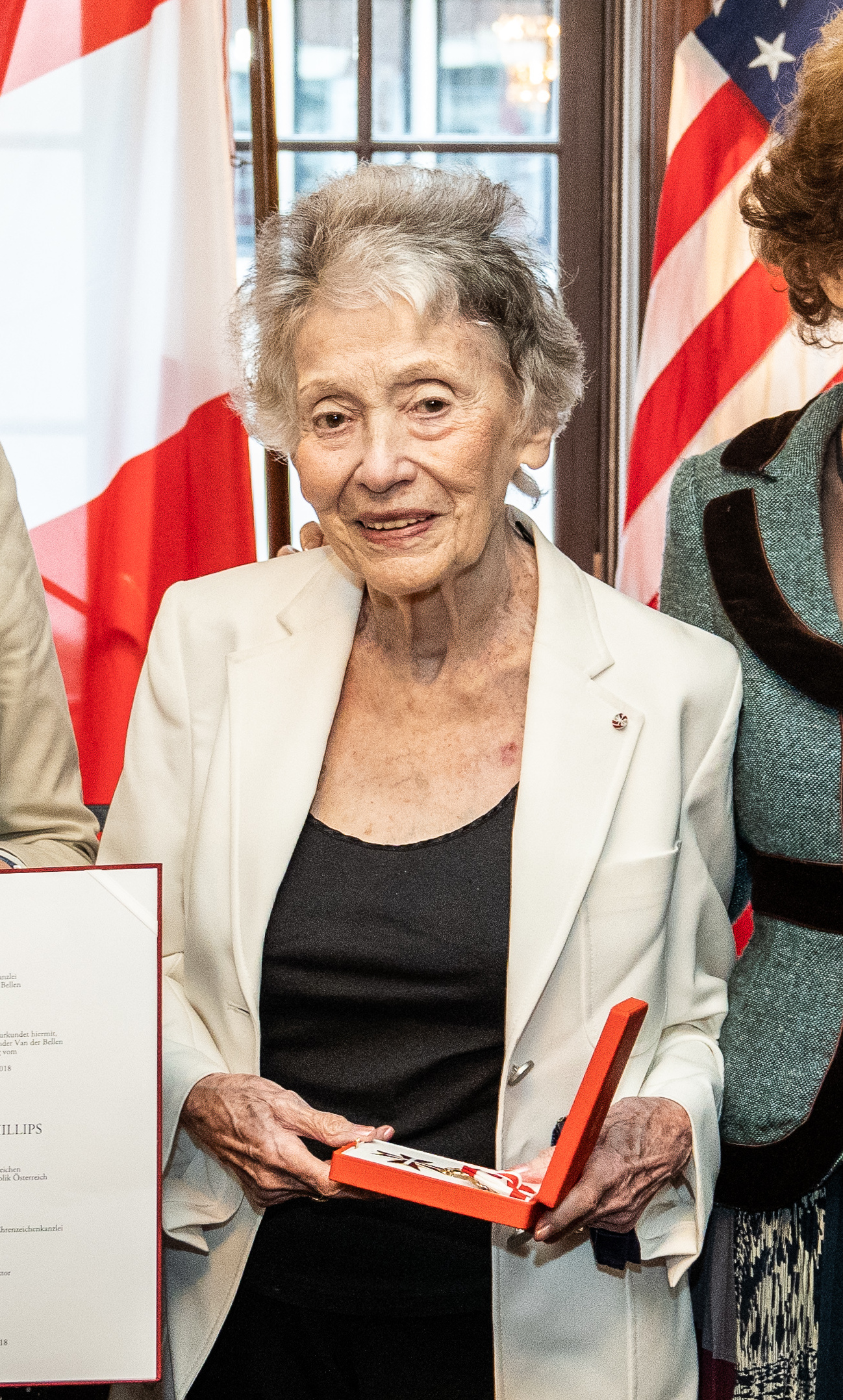
Lily Renée, sujet de la biographie de Trina Robbins, en 2018.

En août 2011, Trina Robbins collabore de nouveau avec Anne Timmons ; l'encrage est assuré par Mo Ho. Cette fois le sujet est bien loin des super-héros puisqu'il s'agit de la biographie de Lily Renée, une dessinatrice de comics d'origine juive qui a dû fuir Vienne en 1938 lors de l'arrivée des nazis. Le livre, qui fait 96 pages, et qui est destiné aux adolescents traite surtout de l'enfance de Lily Renée jusqu'à ce qu'elle signe son premier contrat d'auteure de comics en 1940. Cette partie en bande dessinée est suivie de plusieurs textes qui racontent la vie de l'artiste de 1940 à sa mort et qui donnent des informations sur la période de l'avant-guerre et sur le sort des juifs durant la seconde guerre mondiale. Les critiques des personnes non-spécialisées dans les comics sont plutôt bonnes, vantant surtout l'intérêt pédagogique, la personnalité de Lily René, la clarté du dessin et du texte ainsi que l'adaptation de la bande dessinée au public visée des 8-14 ans,. D'un autre côté, un journal spécialisé comme le CBR juge le texte trop sec et le dessin de la même qualité qu'un « chick tract avec moins de personnalité ».

## Une carrière centrée sur le féminisme

### Un rôle constant dans la promotion des femmes dans la bande dessinée
À son arrivée dans le milieu underground, Robbins est étonnée par la solidarité masculine qui y règne, ayant pour corollaire l'exclusion de facto des femmes, ce qui lui a fait qualifier ce milieu de « boys' club » aimant à représenter les femmes de manière misogyne. Certains ont écrit que si Robbins n'était pas publiée aux côtés des principaux auteurs de l'époque, c'était avant tout à cause de son caractère jugé difficile et de la faible qualité de son travail, mais son analyse sur la misogynie du milieu a été partagée par de nombreux autres auteurs. À la fin des années 1970, tout en constatant que les nouveaux auteurs du milieu sont plus conscients des enjeux féministes, elle déclare alors qu'elle travaille pour la presse magazine, être heureuse de s'être éloignée d'un milieu qu'elle « n'aime pas » et où elle « ne se sent pas bien ».
Outre l'attitude des auteurs underground, Robbins regrette également dans les années 1970 que malgré la présence d'héroïnes féminines comme Miss Marvel, Vampirella ou Red Sonja, les éditeurs grand public ne travaillent pas avec des femmes. En 2000, elle constate que les histoires grand public restent dominées par les comic books de super-héros à destination des adolescents et jeunes hommes, et que le système de distribution en place (librairies spécialisées) entrave toujours la féminisation du milieu. En 1994, à la suite d'un concours sexiste organisé par le Comic-Con de San Diego, elle fonde avec des collègues l'association Friends of Lulu, dont l'objectif affiché est « de promouvoir la participation des femmes dans la bande dessinée comme créatrices et comme lectrices ». L'association publie une lettre d'information, divers guides, notamment à destination des librairies spécialisées qui représentent alors encore le principal moyen de distribution du pays, organise des événements, et remet de 1997 à 2010 les prix Lulu. À la fin des années 2010, elle estime que la situation est désormais bien meilleure, que ses principales aspirations ont été reconnues et elle célèbre le grand nombre d'autrices à succès.
Robbins voit cependant dès ses débuts la bande dessinée underground comme une arme efficace pour changer les mentalités, ne croyant pas en la télévision qu'elle considère comme subordonnée aux intérêts publicitaires et trouvant le cinéma trop cher. C'est pour cela qu'elle aborde dans les années 1970 des thèmes comme le lesbianisme, la bisexualité, la prostitution ou les mères célibataires, alors encore peu évoqués,. C'est également la raison qui l'a poussée à travailler dans les années 1990 sur les bandes dessinées Barbie, qu'elle présente comme une femme indépendante tout en abordant pour son très jeune lectorat des sujets complexes comme l'anorexie. Ses nombreuses adaptations d'œuvres ou de biographies pour des éditeurs scolaires dans les années 2000 ressortent du même combat.
Féministe de la deuxième vague, Robbins a été notamment marquée par La Déesse blanche de Robert Graves, ce qui l'a conduite à centrer nombre de ses premières histoires sur la mythologie matriarcale, intérêt qu'elle a nourri en travaillant sur Wonder Woman, et publiant divers ouvrages sur les super-héroïnes et les déesses.
Malgré son rôle, elle est critiquée dès cette époque par d'autres féministes pour n'aimer dessiner que des femmes correspondant aux canons de la beauté féminine typiques, le « Good girl art (en) », ce qu'elle a toujours assumé, revendiquant « le droit d'être une féministe et de porter du satin rose ». Tout en reconnaissant l'apport de Robbins, des autrices lesbiennes comme Mary Wings ont critiqué sa représentation de l'homosexualité féminine. La rareté des femmes de couleur chez Robbins a été dénoncée dans les années 1970.

### Une des principales historiennes de la bande dessinée américaine

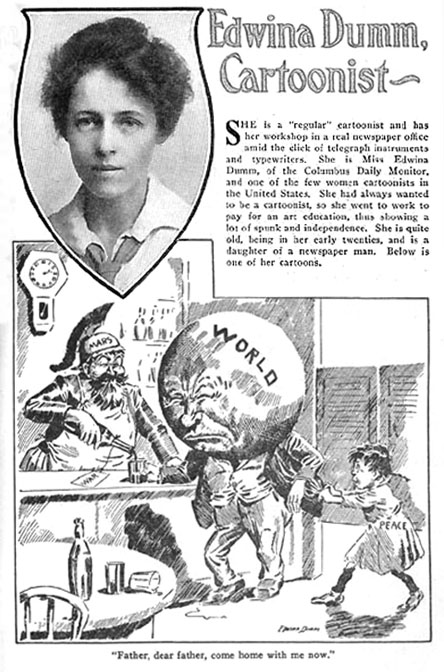
Edwina Dumm, une des artistes redécouvertes par Trina Robbins

« Véritable pionnière de l'étude de la bande dessinée » (« true pioneer of comic book scholarship »), Robbins conçoit dès le milieu des années 1970 une conférence illustrée sur les femmes dans la bande dessinée américaine qu'elle présente à de nombreux festivals et dans des universités, et qui est généralement très bien reçue.
Se définissant comme « herstorian » (« historienne d'elle »), elle joue un rôle déterminant dans la féminisation de l'histoire de la bande dessinée, remettant en lumière de nombreuses autrices oubliées ou rappelant qu'au début des années 1950, le lectorat du comic book était majoritairement féminin ; cela en fait une inspiration pour de nombreuses chercheuses.
Robbins écrit son premier travail d'envergure, Women and the Comics, avec l'écrivaine Catherine Yronwode. Annoncée dès 1983 dans les comic books d'Eclipse Comics, qui n'a édité qu'un seul autre ouvrage critique, cette histoire des femmes dans la bande dessinée américaine visant à lutter contre l'invisibilisation des femmes par les spécialistes contemporains, tous masculins, est finalement publiée en 1985. Dépourvu de notes, assez allusif et doté d'une mise en page ne mettant pas en valeur la richesse de ses illustrations, Women and the Comics marque cependant un progrès majeur dans un champ jusque lors peu étudié.
À la suite de ce premier ouvrage, Robbins a publié des monographies illustrées consacrées aux autrices de bande dessinée américaines (A Century of Women Cartoonists en 1993, The Great Women Cartoonists en 2001, Pretty in Ink en 2013, Babe in Arms en 2017, The Flapper Queens: Women Cartoonists of the Jazz Age en 2020 et Dauntless Dames en 2023) et à la représentation des femmes (The Great Women Superheroes en 1996 et From Girls to Grrrlz en 1999) – les deux aspects s'entrelaçant fréquemment. Ces ouvrages font l'objet d'une couverture médiatique dépassant le cercle des amateurs de bande dessinée. Le but de ces livres est notamment de compenser le fait que la plupart des histoires de la bande dessinée ayant historiquement été écrites par des hommes, ceux-ci ayant tendu au mieux à invisibiliser les femmes, au pire à minorer leur apport, ou à être très critiques envers les personnages féminins.
Les travaux de Robbins ont conduit à la redécouverte d'Ethel Hays, d'Edwina Dumm ou encore de Tarpé Mills — Robbins supervisant la première réédition de Miss Fury (2011-2013). Robbins a également permis d'améliorer l'image de Nell Brinkley, jusque-là considérée comme une dessinatrice légère, grâce à une biographie détaillée (Nell Brinkley and the New Woman in the Early 20th Century, 2001) et à une sélection de cartoons (The Brinkley Girls, 2009).

### Prix et récompenses
Robbins a reçu plusieurs prix tout au long de sa carrière, dont la récompense la plus prestigieuse de la bande dessinée américaine, l'inscription de son vivant au temple de la renommée Will Eisner :
- 1977 : prix Inkpot, pour sa contribution à la bande dessinée contemporaine ;
- 1989 : prix spécial du Comic-Con de San Diego pour Strip AIDS U.S.A. (avec Bill Sienkiewicz et Robert Triptow) ;
- 1997 : prix Lulu de l'année pour The Great Women Superheroes ;
- 2000 : prix Lulu de l'année pour From Girls to Grrrlz ;
- 2001 : prix Lulu de l'année pour Go Girl! (avec Anne Timmons) ;
- 2002 :  prix Haxtur spécial « John Buscema » ;
- 2001 : inscription au Temple de la renommée des auteures de bande dessinée, pour l'ensemble de sa carrière ;
- 2013 : inscription au Temple de la renommée Will Eisner, pour l'ensemble de sa carrière ;
- 2017 :
  - prix Eisner du meilleur recueil ou projet patrimonial (comic book) pour The Complete Wimmen's Comix (avec Gary Groth et Michael Catron),
  - inscription au Hall des Légendes Wizard World.
- 2021 : prix Eisner du meilleur recueil ou projet patrimonial (comic strip) pour The Flapper Queens: Women Cartoonists of the Jazz Age
- 2023 :  prix Adamson du meilleur auteur international, pour l'ensemble de son œuvre[86]
- 2024 : prix Eisner du meilleur recueil ou projet patrimonial (comic strip) pour Dauntless Dames: High-Heeled Heroes of the Comic Strips (avec Peter Maresca)

## Principales publications

### Bande dessinée

#### Comic books
- Douze pages et couverture dans It Ain't me, Babe, Last Gasp, 1970[87].
- All Girl Thrills (avec Willy Mendes et Jewel), auto-édité, 1971[88].
- Collaboration à Wimmen's Comix no 1-6, Last Gasp, 1972-1975[26].
- Girl Fight Comics, 2 vol., auto-édite, 1972-1974[17].
- Panthea, dans Comic book no 1-5, Marvel Comics puis Kitchen Sink Press, 1974-1976.
- Trina's Women, Kitchen Sink Press, 1976[20]. Recueil d'histoires publiées antérieurement.
- Scarlett Pilgrim, Kitchen Sink Press, 1977[89].
- Sax Rohmer's Dope (d'après Sax Rohmer), dans Eclipse Magazine no 2-8, 1981-1983.
- « The Woman Who Loved the Moon » (dessin), avec Elizabeth A. Lynn (scénario), dans Epic Illustrated no 16, Marvel Comics, 1983.
- Sax Rohmer's Dope (d'après Sax Rohmer), dans Eclipse Monthly no 1-3, 1983-1984.
- Collaboration à Wimmen's Comix no 8-10, Last Gasp, 1983-1985[26].
- Meet Misty no 1-6, Marvel Comics, 1985-1986[90].
- The Legend of Wonder Woman no 1-4 (texte avec Kurt Busiek), DC Comics, 1986[91].
- Collaboration à Wimmen's Comix no 11-13, Renegade Press, 1987-1988[31].
- California Girls no 1-8, Eclipse Comics, 1987-1988[92].
- « Play Like » (dessin), avec Lee Marrs (scénario), dans Wonder Woman Annual no 2, DC Comics, 1989[64].
- Collaboration à Wimmen's Comix no 14-16, Rip Off Press, 1989-1991[93].
- The Sensational She-Hulk no 12 : She-Hulk The Movie (encrage), avec Steve Leialoha (dessin) et Peter David (scénario), Marvel Comics, 1990[94].
- Near Myths, Rip Off Press, 1990. Recueil d'histoires de science-fiction publiées de 1980 à 1984[33].
- Barbie, Marvel Comics :
  - Scénario des numéros 11[95], 18[96], 27[97], 40[98], 41[99], 41[100], pour diverses dessinatrices, 1991-1994.
  - Encrage des numéros 22[101], 23[102], 30[103], 36[104] et 50[105], avec Lisa Trusiano (scénario) et diverses dessinatrices, 1992-1995.
- Barbie Fashion no 12 et 27 (scénario, avec diverses dessinatrices), Marvel Comics 1991 et 1993[106],[107].
- Disney's The Little Mermaid no 1, 3-8, 10-12 (scénario), avec divers collaborateurs, Marvel Comics, 1994-1996[108].
- Wonder Woman : The Once and Future Story (scénario), avec Colleen Doran (dessin) et Butch Guice (encrage), DC Comics, 1998  (ISBN 1-56389-373-8).
- Xena: Warrior Princess: The Wrath of Hera (scénario), avec Gordon Purcell (dessin) et Claude St. Aubin (encrage), Topps Comics, 1998[109].
- Go Girl ! no 1-5 (scénario), avec Anne Timmons (dessin), Image Comics, 2000-2001[110].
- Killer On The Keys (scénario), avec Cynthia Martin (dessin), dans Honey West no 1-2, Moonstone, 2010[111].
- Honey West & T.H.E. Cat no 1-2 (scénario), avec Silvestre Szilagyi (dessin), Moonstone, 2013[112].
- Sensation Comics Featuring Wonder Woman no 17 : Island of Lost Souls (scénario), avec Chris Gugliotti (dessin), DC Comics, 2015[65].
- « Reverend Mike Loves You » (scénario), avec Cat Staggs (dessin), dans Wonder Woman '77 no 3, DC Comics, 2016[67].

#### Albums
- The Silver Metal Lover (d'après Tanith Lee), Harmony Books, 1985, 57 p. (ISBN 0-517-55853-X).
- Go Girl! (scénario), avec Anne Timmons (dessin), Dark Horse Books :

1. Go Girl!, 2002  (ISBN 1569717982). Recueil des cinq numéros du comic book.
2. The Time Team, 2004  (ISBN 1593072309).
3. Robots Gone Wild!, 2006  (ISBN 1593074093).

- Chicagoland : Detective Agency (scénario), avec Tyler Page (dessin), Graphic Universe :

1. The Drained Brains Caper, 2010  (ISBN 0761346015).
2. Night of the Living Dogs, 2012  (ISBN 0761346163)
3. The Maltese Mummy, 2012  (ISBN 0761356363).
4. The Big Flush, 2012  (ISBN 0822591618).
5. The Bark in Space, 2013  (ISBN 076138166X).
6. A Midterm Night's Scheme, 2014  (ISBN 0761381678).

- Lily Renée, Escape Artist : From Holocaust Survivor to Comic Book Pioneer (scénario), avec Anne Timmons (dessin), Lerner Publishing Group, 2011, 96 p. (ISBN 978-0-7613-6010-0, lire en ligne).
- Sax Rohmer's Dope (d'après Sax Rohmer, préface de Spike Trotman, postface de Jon B. Cooke (en)), IDW Publishing, 2017, 96 p. (ISBN 978-1-63140-957-8). Recueil des récits publiés de 1981 à 1984 par Eclipse Comics.
- Wonder Woman : Forgotten Legends (texte avec Kurt Busiek), DC Comics, 2018 (ISBN 9781401277956). Recueil reprenant notamment The Legend of Wonder Woman, publié en 1986.

#### Édition d'ouvrage collectifs
- Mama ! : Dramas, Edu-Comics, 1978[113].
- The Best of Wimmens Comix and Other Comix by Women, Londres, Hassle Free Press, 1979 (ISBN 0-86166-002-1).
- Strip AIDS U.S.A. : A Collection of Cartoon Art to Benefit People with AIDS, San Francisco, Last Gasp, 1989, 136 p. (ISBN 0-86719-373-5).
- Choices : A Pro-Choice Benefit Comics Anthology for the National Organization for Women, Oakland, Angry Isis Press, 1990.
- The Complete Wimmen’s Comix, Seattle, Fantagraphics Books, 2016, 728 p. (ISBN 978-1-60699-898-4).
- A Minyen Yidn (Un Andere Zakhn) : A Bunch of Jews (and Other Stuff) (avec Hope Nicholson), Winnipeg, Bedside Press, 2017, 80 p. (ISBN 978-0-9939970-5-1).

#### Éditions critiques d'autres autrices
- Nell Brinkley, The Brinkley Girls : The Best of Nell Brinkley's Cartoons From 1913-1940, Seattle, Fantagraphics, 2009, 136 p. (ISBN 978-1-56097-970-8 et 1-56097-970-4, lire en ligne).
- (en) Tarpé Mills, Miss Fury : Sensational Sundays 1944-1949, IDW Publishing, coll. « The Library of American Comics », 2011, 229 p. (ISBN 978-1-60010-905-8).
- Tarpé Mills, Miss Fury : Sensational Sundays 1941-1944, IDW Publishing, coll. « The Library of American Comics », 2013, 182 p. (ISBN 978-1-61377-709-1).
- Babes in Arms : Women in the Comics During World War Two, Neshannock, Hermes Press, 2017, 304 p. (ISBN 978-1-61345-095-6 et 1-61345-095-8).
- The Flapper Queens : Women Cartoonists of the Jazz Age, Fantagraphics, août 2020, 136 p. (ISBN 9781683963233).
- Dauntless Dames : High-Heeled Heroes of the Comic Strips (avec Peter Maresca), Fantagraphics, octobre 2023, 160 p. (ISBN 9781683967804).

#### Bandes dessinée didactiques
- Demeter and Persephone : A Graphic Classic, New York, Scholastic, coll. « Read 180 », 1999, 16 p. (ISBN 0-439-05674-8).
- First on the Moon : A Graphic Classic, New York, Scholastic, coll. « Read 180 », 1999, 37 p. (ISBN 0-545-45275-9).
- Jane Eyre : A Graphic Classic (d'après Charlotte Brontë), New York, Scholastic, coll. « Read 180 », 1999, 27 p. (ISBN 0-439-12377-1).
- David Copperfield : A Graphic Classic (d'après Harriet Tubman), New York, Scholastic, coll. « Read 180 », 2001, 23 p. (ISBN 0-439-31275-2).
- The Underground Railroad : A Graphic Classic, New York, Scholastic, coll. « Read 180 », 2001, 23 p. (ISBN 0-439-31289-2).
- Emma : A Graphic Classic (d'après Jane Austen), New York, Scholastic, coll. « Read 180 », 2001, 55 p. (ISBN 0-439-12342-9).
- The Odyssey (d'après Homère), New York, Scholastic, coll. « Everyday Book Box », 2002, 24 p. (ISBN 0-545-45310-0).
- Macbeth : A Graphic Classic (d'après William Shakespeare), New York, Scholastic, coll. « Read 180 », 2003, 53 p. (ISBN 0-439-12341-0).
- « The Handsome Cabin Boy », dans Jack London (scénario d'après Jack London), avec Anne Timmons (dessin), Eureka Productions, coll. « Graphic Classics » (no 5), 2003 (ISBN 0971246459).
- A Cosmic Comic (scénario), avec Audrey Carangelo (dessin), New York, Scholastic, coll. « Scholastic FX books » (no 18), 2006 (ISBN 0-439-73514-9).
- Elizabeth Blackwell : America's First Woman Doctor (scénario), avec Cynthia Martin et Anne Timmons (dessin), Mankato, Capstone Publishers, coll. « Graphic Library », 2007, 32 p. (ISBN 978-0-7368-6497-8 et 0-7368-6497-0).
- Bessie Coleman : Daring Stunt Pilot (scénario), avec Ken Steacy (dessin), Mankato, Capstone Publishers, coll. « Graphic Library », 2007, 32 p. (ISBN 978-0-7368-7903-3 et 0-7368-7903-X, lire en ligne).
- Hedy Lamarr and a Secret Communication System (scénario), avec Cynthia Martin, Anne Timmons (dessin), Mankato, Capstone Publishers, coll. « Graphic Library », 2007, 32 p. (ISBN 978-0-7368-6479-4 et 0-7368-6479-2).
- Champion of Freedom : Simon Bolívar (scénario), avec Júlio Ferreira (dessin), Mankato, Steck-Vaughn, coll. « Lynx social studies collection », 2007, 23 p. (ISBN 978-1-4190-2305-7 et 1-4190-2305-5).
- Florence Nightingale : Lady With the Lamp (scénario), avec Anne Timmons (dessin), Mankato, Capstone Publishers, coll. « Graphic Library », 2007, 32 p. (ISBN 978-0-7368-6850-1 et 0-7368-6850-X).
- Freedom songs : A Tale of the Underground Railroad (scénario), avec Jason Millet (dessin), Minneapolis, Stone Arch Books, coll. « Graphic Flash », 2008, 49 p. (ISBN 978-1-4342-0445-5 et 1-4342-0445-6).
- Battle at Little Big Horn (scénario), avec Amin Amat (dessin), New York, Scholastic, coll. « Read 180 », 2012, 24 p. (ISBN 978-0-545-34092-2 et 0-545-34092-6).
- Daedalus and Icarus (scénario), avec Raul Allen (dessin), New York, Scholastic, coll. « Read 180 », 2012, 24 p. (ISBN 978-0-545-31851-8 et 0-545-31851-3).
- Antony and Cleopatra (scénario d'après William Shakespeare), avec Mike Lilly (dessin), New York, Scholastic, coll. « Read 180 », 2012, 48 p. (ISBN 978-0-545-31852-5 et 0-545-31852-1).

### Texte

#### Recueils d'illustrations
- Flashback Fashion : Paper Dolls, San Francisco, Troubador Press, 1983 (ISBN 0-8431-1706-0). Recueil de poupées en papier.
- Paper Dolls from the Comics, Forestville, Eclipse Comics, 1987 (OCLC 18466564). Recueil de poupées en papier.
- 3-D Hollywood Paper Dolls, Los Angeles, 3-D Zone, 1988 (OCLC 889882109). Recueil de poupées en papier.
- Travel and vacation advertising cuts from the twenties and thirties (avec Casey Robbins), New York, Dover Publications, 1994, 94 p. (ISBN 0-486-28199-X). Recueil d'illustration publicitaires.
- 930 Matchbook Advertising Cuts of the Twenties and Thirties, Mineola, Dover Publications, 1997, 78 p. (ISBN 0-486-29564-8, lire en ligne). Recueil de boîtes d'allumettes publicitaires.
- Tomorrow's Heirlooms : Women's Fashions of the '60s and '70s, Atglen, Schiffer Publishing, 1997, 159 p. (ISBN 0-7643-0354-6).

#### Essais
- Women and the Comics (avec Catherine Yronwode), Eclipse Books, 1985, 127 p. (ISBN 0-913035-02-5).
- A Century of Women Cartoonists, Northhampton, Kitchen Sink Press, 1993, 180 p. (ISBN 0-87816-206-2).
- The Great Women Superheroes, Northhampton, Kitchen Sink Press, 1996, 207 p. (ISBN 0-87816-481-2).
- From Girls to Grrrlz : A History of [Women's] Comics from Teens to Zines, San Francisco, Chronicle Books, 1999, 144 p. (ISBN 0-8118-2199-4).
- Nell Brinkley and the New Woman in the Early 20th Century, Jefferson, McFarland, 2001, 147 p. (ISBN 0-7864-1151-1).
- The Great Women Cartoonists, New York, Watson-Guptill, 2001, 150 p. (ISBN 0-8230-2170-X).
- (en) Eternally Bad : Goddesses with Attitude, Edison, Castle Books, 2002, 203 p. (ISBN 0-7858-1565-1).
- Tender Murderers : Women Who Kill, York Beach, Conari Press, 2003, 193 p. (ISBN 1-57324-821-5, lire en ligne).
- Wild Irish Roses : Tales of Brigits, Kathleens, and Warrior Queens, York Beach, Conari Press, 2004, 215 p. (ISBN 1-57324-952-1, lire en ligne).
- Forbidden City : The Golden Age of Chinese Nightclubs, Cressbill, Hampton Press, 2010, 156 p. (ISBN 978-1-57273-947-5 et 1-57273-947-9).
- Pretty in Ink : American Women Cartoonists, 1896-2013, Seattle, Fantagraphics Books, 2013, 200 p. (ISBN 978-1-60699-669-0 et 1-60699-669-X, lire en ligne).
- Last Girl Standing, Seattle, Fantagraphics Books, 2017, 160 p. (ISBN 978-1-68396-014-0 et 1-68396-014-9, lire en ligne).

#### Livres jeunesse
- (en) Trina Robbins, Catswalk : The Growing of Girl, Berkeley, Celestial Art, 1990 (ISBN 0890876088).
- (en) Trina Robbins et Christine Tuveson (illustration), A Rose for Barbie, Burbank, Fun Works, 1996 (ISBN 1570823340).
- (en) Trina Robbins, Califia, Queen of California / Califia, reina de California, Jalisco, La Hacienda Publication, 1998 (ISBN 9709184121).
- (en) Trina Robbins, Killer Plague, New York, Scholastic, coll. « System 44 », 2014 (ISBN 054550161X).

### Illustration
- Fran Pelzman et Martha Thomases, Cute Guys : All You Need to Know, New York, Holt, Rinehart and Winston, 1984, 149 p. (ISBN 0-03-062905-5).
- California Girls Paper Dolls, Forestville, Eclipse Comics, 1988 (ISBN 0-913035-57-2).